# Parkers Prairie
Parkers Prairie è una città degli Stati Uniti d'America, situata in Minnesota, nella contea di Otter Tail.